# Edvard Bull den yngre
Edvard Bull (den yngre), född den 22 november 1914 i Kristiania (nuvarande Oslo), död den 15 december 1986, var en norsk historiker, son till professorn och politikern Edvard Bull den äldre.
Bull var under 1930-talet aktiv som medlem av Arbeidernes Ungdomsfylking (AUF). Under den tyska ockupationen av Norge fängslades han och sändes på tvångsarbete till Kirkenes och internerades senare på Grini.
Bull utnämndes till professor vid Norges lærerhøgskole i Trondheim 1963 och blev emeritus 1981. Han skrev ett stort antal arbeten, särskilt inom områdena socialhistoria och den norska arbetarrörelsens historia.